# Грана, Фернандо
Дарли Фернандо Грана (итал. Darley Fernando Grana; 26 августа 1979, Индаятуба, Бразилия), также известный как Нандо (итал. Nando) — итальянский и бразильский футболист, игрок в мини-футбол. Игрок итальянского клуба «Дженцано» и сборной Италии по мини-футболу.

## Биография
Первых успехов Грана добился с бразильским клубом «Атлетико Минейро», дважды выиграв бразильский чемпионат и став обладателем Межконтинентального кубка. В 1999 году он перебрался в Италию, начав выступления за римский «БНЛ Кальчетто». Затем Нандо переехал в Испанию, где играл за «Мостолес» и «Плайас де Кастельон», выиграв с последним национальный суперкубок. Вернувшись в Италию, Грана играл за «Лупаренсе», «Лацио Коллеферо» и «Арциньяно Грифо», выиграв множество национальных трофеев. С 2009 по 2010 год Нандо выступал за клуб «Марка Футзал» из Кастельфранко-Венето, а затем перебрался в «Дженцано».
Приняв итальянское гражданство, с 1999 года Фернандо Грана выступает за Сборную Италии по мини-футболу. Наибольшего успеха в её составе он добился в 2003 году, выиграв Чемпионат Европы по мини-футболу. В 2004 и 2008 году он становился соответственно серебряным и бронзовым призёром Чемпионата мира по мини-футболу, а в 2005 и 2007 году  — бронзовым и серебряным призёром Чемпионата Европы.

## Достижения
- Серебряный призёр чемпионата мира по мини-футболу 2004
- Бронзовый призёр чемпионата мира по мини-футболу 2008
- Чемпион Европы по мини-футболу 2003
- Серебряный призёр чемпионата Европы по мини-футболу 2007
- Бронзовый призёр чемпионата Европы по мини-футболу 2005
- Чемпионат Бразилии по мини-футболу (2): 1997, 1999
- Обладатель Межконтинентального кубка 1998
- Суперкубок Испании по мини-футболу 2004
- Чемпион Италии по мини-футболу (3): 2006/07, 2007/08, 2010/11
- Кубок Италии по мини-футболу (3): 2005-2006, 2007-2008, 2008-2009
- Суперкубок Испании по мини-футболу 2007

Личные:
- Лучший бомбардир Чемпионата Европы по мини-футболу 2005